# Mountrath
Mountrath (in irlandese: Maighean Rátha) è una cittadina nella Contea di Laois, in Irlanda.